# Acrosathe polychaeta
Acrosathe polychaeta är en tvåvingeart som beskrevs av Yang 2002. Acrosathe polychaeta ingår i släktet Acrosathe och familjen stilettflugor. Inga underarter finns listade i Catalogue of Life.